# Brigitte Zanda
Pour les articles homonymes, voir Zanda.
Brigitte Zanda, née le 29 juillet 1958, est une météoriticienne française, astrophysicienne et cosmochimiste, maîtresse de conférences au Muséum national d'histoire naturelle (MNHN), à l'Institut de minéralogie, de physique des matériaux et de cosmochimie de Paris. 
Enseignante-chercheuse, elle est spécialiste des météorites primitives : les chondrites,. En 2019-2020, elle est vice-présidente de la Meteoritical Society. Également elle est co-directrice du réseau d'observation FRIPON, et coordinatrice-responsable du projet de science participative Vigie-Ciel.

## Biographie
Brigitte Zanda est élève de l'École normale supérieure de Sèvres de 1978 à 1982. Elle poursuit sa formation à l'École nationale supérieure des mines de Paris où elle est allocataire de recherches du CERNA, de 1982 à 1984. De 1984 à 1989, elle est ingénieure d'études à l'Institut d'astrophysique de Paris, rattaché au CNRS.
Elle soutient sa thèse de doctorat de géochimie fondamentale, intitulée Les réactions nucléaires induites par le rayonnement cosmique dans les météorites de fer, à l'université Paris-Diderot en 1988, sous la direction de Jean Audouze. Un an plus tard, Brigitte Zanda devient maîtresse de conférences au Muséum national d'histoire naturelle, où elle est notamment chargée de la conservation de la collection nationale de météorites.
Dans le cadre de ses activités professionnelles au Muséum, Brigitte Zanda participe à la diffusion de la culture scientifique. Elle travaille également à la direction scientifique du Festival d'astronomie de Fleurance, et assure l'organisation scientifique du festival des AstroNomades. Elle copilote également le projet ANR FRIPON et dirige le projet IA/ANRU « Vigie-Ciel »,.

## Publications
- Le fer de Dieu : histoire de la météorite de Chinguetti, avec Théodore Monod, Actes Sud, 2008, 152 p.  (ISBN 978-2742775521).
- Low temperature magnetic transition of chromite in ordinary chondrites, J. Gattacceca et al., 2011[14].

## Hommage
- L'astéroïde découvert par S.J. Bus le 2 mars 1981, initialement appelé "1981 EO42"[15] a été nommé « (5047) Zanda[16] » en son honneur[17].